# FC Baník Ostrava 2016/2017
Tento článek se podrobně zabývá událostmi ve fotbalovém klubu FC Baník Ostrava v období sezony 2016/17 a jeho působení v 2. lize a ligovém poháru. Baník, ač tradiční účastník nejvyšší české soutěže, po více než 50 letech sestoupil a tuto sezónu strávil v druhé nejvyšší české soutěži.

## Klub

### Vlastník a vedení klubu

#### Vlastník
Klub vstoupil do sezóny 2016/17 ve stejném vlastnickém složení jako v loňské sezóně. Tudíž 100% vlastníkem jakožto jediný akcionář klubu je společnost Pro Fotbal Property SE, za kterou stojí kroměřížský podnikatel Václav Brabec.

#### Představenstvo
Nejvyšší vedení Baníku jako akciové společnosti tvoří tříčlenné představenstvo vedené jeho předsedou. Od začátku roku 2016, kdy Baník převzal nový majitel Brabec až do konce sezóny bylo jeho složení ustálené na členech: předseda Jan Wolf, Václav Brabec a Petr Mašlej.

#### Dozorčí rada
Kontrolní funkci vykonává pětičlenná dozorčí rada. Ta fungovala od června 2016 ve složení: předseda Vladimír Kubík, Lubor Žalman, Dušan Vrťo, Marek Jankulovski a Pavel Filipčík.

### Realizační tým
Ve složení realizačního týmu nedošlo oproti předchozímu ročníku k podstatným změnám. V roli hlavního trenéra působil celou sezónu Vlastimil Petržela se svým asistentem Alešem Křečkem, po skončení sezóny však i přes postup do nejvyšší soutěže u týmu skončili.
| A tým                           | A tým                           |
| ------------------------------- | ------------------------------- |
| Hlavní trenér                   | Vlastimil Petržela              |
| Asistent trenéra                | Aleš Křeček                     |
| Trenér brankářů                 | Juraj Šimurka                   |
| Kondiční trenér                 | Dušan Žmolík                    |
| Manažer týmu                    | Roman Fiala                     |
| Klubové vedení                  |                                 |
| Vlastník klubu                  | Václav Brabec                   |
| Předseda představenstva         | Jan Wolf                        |
| Členové představenstva          | Jan Wolf                        |
| Členové představenstva          | Václav Brabec                   |
| Členové představenstva          | Petr Mašlej                     |
| Předseda dozorčí rady           | Vladimír Kubík (od 2.6.2016)    |
| Členové dozorčí rady            | Vladimír Kubík                  |
| Členové dozorčí rady            | Dušan Vrťo (od 2.6.2016)        |
| Členové dozorčí rady            | Marek Jankulovski (od 2.6.2016) |
| Členové dozorčí rady            | Lubor Žalman                    |
| Členové dozorčí rady            | Pavel Filipčík                  |
| Sportovní ředitel               | Dušan Vrťo                      |
| Sportovní ředitel mládeže       | Petr Mašlej                     |
| Obchodní a marketingový ředitel | Jindřich Středula               |
| Provozní a bezpečnostní manažer | Petr Konderla                   |

## Soupiska

### První tým
| Číslo | Pozice | Nár.      | Hráč                    | Datum narození a věk        | Od roku | Smlouva do | Předchozí angažmá          |
| ----- | ------ | --------- | ----------------------- | --------------------------- | ------- | ---------- | -------------------------- |
| 1     | B      | Česko     | Martin Šustr            | 3. října 1990 (34 let)      | 1/2017  | 6/2017     | FK Hanácká Slavia Kroměříž |
| 16    | B      | Česko     | František Chmiel        | 15. června 1997 (27 let)    | 6/2015  | 6/2020     | tým U19                    |
| 30    | B      | Česko     | Petr Vašek              | 9. dubna 1979 (45 let)      | 7/2016  | 6/2018     | SFC Opava                  |
| 2     | O      | Česko     | Matěj Helešic           | 12. listopadu 1996 (28 let) | 1/2015  | 6/2019     | tým U19                    |
| 3     | O      | Slovensko | Tomáš Hučko             | 3. října 1985 (39 let)      | 8/2016  | 6/2017     | MŠK Žilina                 |
| 4     | O      | Česko     | Martin Sus              | 15. března 1990 (34 let)    | 7/2016  | 6/2017     | 1. FK Příbram              |
| 5     | O      | Česko     | Tomáš Zápotočný         | 13. září 1980 (44 let)      | 8/2016  | 6/2017     | 1. FK Příbram              |
| 6     | O      | Česko     | Denis Granečný          | 7. září 1998 (26 let)       | 1/2016  | 6/2020     | tým U19                    |
| 18    | O      | Česko     | Petr Breda              | 1. srpna 1993 (31 let)      | 2/2017  | 12/2019    | FC Sellier & Bellot Vlašim |
| 20    | O      | Česko     | Jakub Pokorný           | 11. září 1996 (28 let)      | 7/2016  | 6/2020     | 1. SC Znojmo               |
| 24    | O      | Česko     | Josef Celba             | 30. ledna 1995 (30 let)     | 7/2015  | 12/2019    | tým U21                    |
| 32    | O      | Rusko     | Arťom Mešaninov         | 19. února 1996 (29 let)     | 1/2016  | 6/2020     | tým U21                    |
| 8     | Z      | Česko     | Petr Nerad              | 6. února 1994 (31 let)      | 7/2016  | 6/2017     | FC Vysočina Jihlava        |
| 9     | Z      | Slovensko | Štefan Pekár            | 3. prosince 1988 (36 let)   | 12/2016 | 12/2018    | TJ Spartak Myjava          |
| 10    | Z      | Česko     | Robert Hrubý            | 27. dubna 1994 (30 let)     | 12/2016 | 6/2020     | SK Slavia Praha            |
| 11    | Z      | Brazílie  | Dyjan Carlos de Azevedo | 23. června 1991 (33 let)    | 1/2014  | 12/2019    | ŠK Partizán Bardejov       |
| 13    | Z      | Česko     | Dan Ožvolda             | 11. října 1996 (28 let)     | 9/2015  | ?          | tým U21                    |
| 17    | Z      | Česko     | Ondřej Chvěja           | 17. července 1998 (26 let)  | 7/2016  | 6/2020     | tým U19                    |
| 19    | Z      | Slovensko | Karol Mondek            | 2. června 1991 (33 let)     | 6/2015  | 6/2018     | AS Trenčín                 |
| 21    | Z      | Česko     | Bronislav Stáňa         | 12. listopadu 1993 (31 let) | 8/2016  | 6/2020     | 1. SC Znojmo               |
| 25    | Z      | Česko     | Tomáš Mičola            | 26. září 1988 (36 let)      | 9/2015  | 6/2018     | SK Slavia Praha            |
| 33    | Z      | Slovensko | Marek Hlinka            | 4. října 1990 (34 let)      | 6/2016  | 6/2017     | FK Dukla Praha             |
| 22    | Ú      | Česko     | Alexander Jakubov       | 11. ledna 1991 (34 let)     | 12/2016 | 6/2019     | FK Varnsdorf               |
| 26    | Ú      | Slovensko | Ľubomír Urgela          | 29. ledna 1990 (35 let)     | 7/2016  | 6/2017     | MFK Karviná                |

### Širší kádr
| Číslo | Pozice | Nár.  | Hráč             | Datum narození a věk     | Smlouva do | Hostování do | Klub               |
| ----- | ------ | ----- | ---------------- | ------------------------ | ---------- | ------------ | ------------------ |
| 22    | O      | Česko | Martin Honiš     | 26. ledna 1996 (29 let)  | 6/2019     | 6/2017       | MFK Vítkovice      |
| 7     | Z      | Česko | Jakub Malý       | 17. ledna 1997 (28 let)  | ?          | 6/2017       | FC Odra Petřkovice |
| 10    | Z      | Česko | Jan Matěj        | 4. června 1996 (28 let)  | 6/2018     | 6/2017       | MFK Vítkovice      |
|       | Z      | Česko | Tomáš Freit      | 4. března 1998 (26 let)  | ?          | -            | tým U19            |
|       | Z      | Česko | Dominik Smékal   | 22. ledna 1998 (27 let)  | ?          | -            | tým U19            |
| 9     | Ú      | Česko | Jakub Šašinka    | 2. října 1995 (29 let)   | 12/2020    | 6/2017       | FK Poprad          |
| 18    | Ú      | Česko | Ondřej Šašinka   | 21. března 1998 (26 let) | 6/2020     | 6/2017       | FK Senica          |
|       | Ú      | Česko | Marek Szotkowski | 18. ledna 1996 (29 let)  | ?          | 6/2017       | MFK Vítkovice      |

### Změny v kádru v letním přestupovém období 2016
| Číslo | Poz. | Nár.      | Hráč             | Datum narození a věk        | Odkud přišel        | Typ                | Smlouva do roku | Zdroj            |
| ----- | ---- | --------- | ---------------- | --------------------------- | ------------------- | ------------------ | --------------- | ---------------- |
| 30    | B    | Česko     | Petr Vašek       | 9. dubna 1979 (45 let)      | SFC Opava           | volný hráč         | 6/2018          | fcb.cz           |
| 3     | O    | Slovensko | Tomáš Hučko      | 3. října 1985 (39 let)      | MŠK Žilina          | hostování          | 6/2017          | fcb.cz           |
| 4     | O    | Česko     | Martin Sus       | 15. března 1990 (34 let)    | 1. FK Příbram       | volný hráč         | 6/2017          | fcb.cz           |
| 5     | O    | Česko     | Tomáš Zápotočný  | 13. září 1980 (44 let)      | 1. FK Příbram       | volný hráč         | 6/2017          | fcb.cz           |
| 12    | O    | Česko     | David Lischka    | 15. srpna 1997 (27 let)     | FK Jablonec         | hostování          | 6/2017          | fcb.cz           |
| 20    | O    | Česko     | Jakub Pokorný    | 11. září 1996 (28 let)      | 1. SC Znojmo        | přestup            | 6/2020          | fcb.cz           |
|       | O    | Slovensko | Martin Dobrotka  | 22. ledna 1985 (40 let)     | MFK Skalica         | přestup            | 6/2017          | fcb.cz           |
| 7     | Z    | Česko     | Jakub Malý       | 17. ledna 1997 (28 let)     | tým U19             | odchovanec         | ?               | fcb.cz           |
| 8     | Z    | Česko     | Petr Nerad       | 6. února 1994 (31 let)      | FC Vysočina Jihlava | hostování          | 6/2017          | fcb.cz           |
| 14    | Z    | Slovensko | Lukáš Lupták     | 28. července 1990 (34 let)  | MFK Ružomberok      | volný hráč         | 6/2017          | fcb.cz           |
| 17    | Z    | Česko     | Ondřej Chvěja    | 17. července 1998 (26 let)  | tým U19             | odchovanec         | 6/2020          | fcb.cz           |
| 21    | Z    | Česko     | Bronislav Stáňa  | 12. listopadu 1993 (31 let) | 1. SC Znojmo        | přestup            | 6/2020          | fcb.cz           |
| 33    | Z    | Slovensko | Marek Hlinka     | 4. října 1990 (34 let)      | FK Dukla Praha      | přestup            | 6/2017          | fcb.cz           |
|       | Z    | Česko     | Oldřich Byrtus   | 4. ledna 1994 (31 let)      | MFK Frýdek-Místek   | návrat z hostování | ?               | transfermarkt.de |
| 26    | Ú    | Slovensko | Ľubomír Urgela   | 29. ledna 1990 (35 let)     | MFK Karviná         | hostování          | 6/2017          | fcb.cz           |
|       | Ú    | Česko     | Marek Szotkowski | 18. ledna 1996 (29 let)     | FK Fotbal Třinec    | návrat z hostování | ?               | fcb.cz           |

| Číslo | Poz. | Nár.                | Hráč             | Datum narození a věk       | Kam odešel           | Typ                | Doba trvání do | Zdroj            |
| ----- | ---- | ------------------- | ---------------- | -------------------------- | -------------------- | ------------------ | -------------- | ---------------- |
| 30    | B    | Česko               | Vojtěch Šrom     | 3. května 1988 (36 let)    | MFK Karviná          | hostování          | 12/2016        | fcb.cz           |
| 3     | O    | Česko               | Ondřej Sukup     | 8. prosince 1988 (36 let)  | PFK Černo More Varna | volný hráč         | -              | fcb.cz           |
| 5     | O    | Česko               | Filip Kaša       | 1. ledna 1994 (31 let)     | MŠK Žilina           | přestup            | -              | fcb.cz           |
| 12    | O    | Česko               | Tomáš Vengřinek  | 8. června 1992 (32 let)    | FK Fotbal Třinec     | přestup            | -              | fcb.cz           |
| 14    | O    | Česko               | Martin Dostál    | 23. září 1989 (35 let)     | SK Slavia Praha      | návrat z hostování | -              | fcb.cz           |
| 22    | O    | Česko               | Martin Honiš     | 26. ledna 1996 (29 let)    | FC Odra Petřkovice   | hostování          | 12/2016        | transfermarkt.de |
| 27    | O    | Česko               | Lukáš Vraštil    | 10. března 1994 (30 let)   | FK Mladá Boleslav    | návrat z hostování | -              | fcb.cz           |
| 28    | O    | Česko               | Martin Kouřil    | 24. února 1991 (33 let)    | FK Jablonec          | přestup            | -              | fcb.cz           |
| 33    | O    | Chorvatsko          | Luka Lučić       | 2. ledna 1995 (30 let)     | HŠK Zrinjski Mostar  | volný hráč         | -              | fcb.cz           |
|       | O    | Slovensko           | Martin Dobrotka  | 22. ledna 1985 (40 let)    | bez angažmá          | ukončení smlouvy   | -              | fcb.cz           |
| 7     | Z    | Česko               | Marek Šichor     | 17. července 1990 (34 let) | MFK Frýdek-Místek    | volný hráč         | -              | fcb.cz           |
| 8     | Z    | Česko               | Robert Hrubý     | 27. dubna 1994 (30 let)    | SK Slavia Praha      | návrat z hostování | -              | fcb.cz           |
| 18    | Z    | Slovensko           | Richard Lásik    | 18. srpna 1992 (32 let)    | ŠK Slovan Bratislava | návrat z hostování | -              | fcb.cz           |
| 21    | Z    | Česko               | Daniel Holzer    | 18. srpna 1995 (29 let)    | AC Sparta Praha      | přestup            | -              | fcb.cz           |
|       | Z    | Česko               | Oldřich Byrtus   | 4. ledna 1994 (31 let)     | MFK Frýdek-Místek    | přestup            | -              | transfermarkt.de |
| 26    | Ú    | Česko               | Marek Červenka   | 17. prosince 1992 (32 let) | SK Slavia Praha      | návrat z hostování | -              | fcb.cz           |
|       | Ú    | Bosna a Hercegovina | Namir Alispahić  | 16. dubna 1995 (29 let)    | bez angažmá          | vypršení smlouvy   | -              | transfermarkt.de |
|       | Ú    | Česko               | Marek Szotkowski | 18. ledna 1996 (29 let)    | FC Hlučín            | hostování          | 12/2016        | transfermarkt.de |

### Změny v kádru v zimním přestupovém období 2016-2017
| Číslo | Poz. | Nár.      | Hráč              | Datum narození a věk      | Odkud přišel               | Typ                | Smlouva do roku | Zdroj            |
| ----- | ---- | --------- | ----------------- | ------------------------- | -------------------------- | ------------------ | --------------- | ---------------- |
| 1     | B    | Česko     | Martin Šustr      | 3. října 1990 (34 let)    | FK Hanácká Slavia Kroměříž | přestup            | 6/2017          | fcb.cz           |
| 30    | B    | Česko     | Vojtěch Šrom      | 3. května 1988 (36 let)   | MFK Karviná                | návrat z hostování | ?               | fcb.cz           |
| 18    | O    | Česko     | Petr Breda        | 1. srpna 1993 (31 let)    | FC Sellier & Bellot Vlašim | přestup            | 12/2019         | fcb.cz           |
| 22    | O    | Česko     | Martin Honiš      | 26. ledna 1996 (29 let)   | FC Odra Petřkovice         | návrat z hostování | 6/2019          | transfermarkt.de |
| 9     | Z    | Slovensko | Štefan Pekár      | 3. prosince 1988 (36 let) | TJ Spartak Myjava          | přestup            | 12/2018         | fcb.cz           |
| 10    | Z    | Česko     | Robert Hrubý      | 27. dubna 1994 (30 let)   | SK Slavia Praha            | přestup            | 6/2020          | fcb.cz           |
|       | Z    | Česko     | Martin Foltýn     | 17. srpna 1993 (31 let)   | FC Hlučín                  | návrat z hostování | ?               | transfermarkt.de |
|       | Z    | Česko     | Tomáš Freit       | 4. března 1998 (26 let)   | tým U19                    | odchovanec         | ?               | fcb.cz           |
|       | Z    | Česko     | Dominik Smékal    | 22. ledna 1998 (27 let)   | tým U19                    | odchovanec         | ?               | fcb.cz           |
| 22    | Ú    | Česko     | Alexander Jakubov | 11. ledna 1991 (34 let)   | FK Varnsdorf               | přestup            | 6/2019          | fcb.cz           |
|       | Ú    | Česko     | Marek Szotkowski  | 18. ledna 1996 (29 let)   | FC Hlučín                  | návrat z hostování | ?               | transfermarkt.de |

| Číslo | Poz. | Nár.      | Hráč             | Datum narození a věk       | Kam odešel           | Typ                | Doba trvání do | Zdroj            |
| ----- | ---- | --------- | ---------------- | -------------------------- | -------------------- | ------------------ | -------------- | ---------------- |
| 30    | B    | Česko     | Vojtěch Šrom     | 3. května 1988 (36 let)    | PFK Černo More Varna | volný hráč         | -              | fcb.cz           |
| 12    | O    | Česko     | David Lischka    | 15. srpna 1997 (27 let)    | FK Jablonec          | návrat z hostování | -              | fcb.cz           |
| 22    | O    | Česko     | Martin Honiš     | 26. ledna 1996 (29 let)    | MFK Vítkovice        | hostování          | 6/2017         | fcb.cz           |
| 7     | Z    | Česko     | Jakub Malý       | 17. ledna 1997 (28 let)    | FC Odra Petřkovice   | hostování          | 6/2017         | transfermarkt.de |
| 10    | Z    | Česko     | Jan Matěj        | 4. června 1996 (28 let)    | MFK Vítkovice        | hostování          | 6/2017         | fcb.cz           |
| 14    | Z    | Slovensko | Lukáš Lupták     | 28. července 1990 (34 let) | 1. FK Příbram        | volný hráč         | -              | fcb.cz           |
|       | Z    | Česko     | Martin Foltýn    | 17. srpna 1993 (31 let)    | FC Hlučín            | volný hráč         | -              | transfermarkt.de |
| 9     | Ú    | Česko     | Jakub Šašinka    | 2. října 1995 (29 let)     | FK Poprad            | hostování          | 6/2017         | fcb.cz           |
| 18    | Ú    | Česko     | Ondřej Šašinka   | 21. března 1998 (26 let)   | FK Senica            | hostování          | 6/2017         | fcb.cz           |
|       | Ú    | Česko     | Marek Szotkowski | 18. ledna 1996 (29 let)    | MFK Vítkovice        | hostování          | 6/2017         | fcb.cz           |

## Hráčské statistiky

### Střelecká listina
| Pořadí | Číslo | Pozice | Nár.      | Hráč                    | Góly | 2. liga | MOL Cup |
| ------ | ----- | ------ | --------- | ----------------------- | ---- | ------- | ------- |
| 1.     | 25    | Z      | Česko     | Tomáš Mičola            | 9    | 7       | 2       |
| 2.     | 4     | O      | Česko     | Martin Sus              | 7    | 6       | 1       |
| 3.     | 33    | Z      | Česko     | Marek Hlinka            | 6    | 5       | 1       |
| 4.     | 26    | Ú      | Slovensko | Ľubomír Urgela          | 5    | 4       | 1       |
| 5.     | 11    | Z      | Brazílie  | Dyjan Carlos de Azevedo | 4    | 4       | 0       |
| 6.     | 8     | Z      | Česko     | Petr Nerad              | 4    | 4       | 0       |
| 7.     | 18    | O      | Česko     | Petr Breda ±            | 3    | 3       | 0       |
| 8.     | 19    | Z      | Slovensko | Karol Mondek            | 3    | 3       | 0       |
| 9.     | 9     | Z      | Slovensko | Štefan Pekár ±          | 2    | 2       | 0       |
| 10.    | 32    | O      | Rusko     | Arťom Mešaninov         | 2    | 2       | 0       |
| 11.    | 21    | Z      | Česko     | Bronislav Stáňa         | 2    | 2       | 0       |
| 12.    | 5     | O      | Česko     | Tomáš Zápotočný         | 2    | 2       | 0       |
| 13.    | 14    | Z      | Slovensko | Lukáš Lupták †          | 2    | 1       | 1       |
| 14.    | 18    | Ú      | Česko     | Ondřej Šašinka †        | 2    | 0       | 2       |
| 15.    | 22    | Ú      | Česko     | Alexander Jakubov ±     | 1    | 1       | 0       |
| 16.    | 10    | Z      | Česko     | Robert Hrubý ±          | 1    | 1       | 0       |
| 17.    | 3     | O      | Slovensko | Tomáš Hučko             | 1    | 1       | 0       |
| 18.    | 12    | O      | Česko     | David Lischka †         | 1    | 0       | 1       |
| 19.    | 2     | O      | Česko     | Matěj Helešic           | 1    | 0       | 1       |
|        |       |        |           | Vlastní                 | 0    | 0       | 0       |
|        |       |        |           | Celkem                  | 58   | 48      | 10      |

Vysvětlivky: † = odehrál pouze podzimní část, ± = odehrál pouze jarní část.

### Základní sestava Fortuna národní ligy
Sestavuje se pouze z utkání Fortuna národní ligy. Nejdůležitějším faktorem je počet startů v základní sestavě v soutěži. V případě rovnosti počtu duelů, rozhoduje volnost svého herního postu v rámci nejčastějšího rozestavení týmu.
| Číslo | Pozice           | N         | Jméno           | Zápasy |
| ----- | ---------------- | --------- | --------------- | ------ |
| 30    | brankář          | Česko     | Petr Vašek      | 30     |
| 4     | pravý bek        | Česko     | Martin Sus      | 24     |
| 5     | stoper           | Česko     | Tomáš Zápotočný | 28     |
| 20    | stoper           | Česko     | Jakub Pokorný   | 19     |
| 3     | levý bek         | Česko     | Tomáš Hučko     | 23     |
| 8     | střední záložník | Česko     | Petr Nerad      | 13     |
| 33    | střední záložník | Slovensko | Marek Hlinka    | 30     |
| 10    | střední záložník | Česko     | Robert Hrubý    | 13     |
| 25    | pravé křídlo     | Česko     | Tomáš Mičola    | 23     |
| 26    | útočník          | Slovensko | Ľubomír Urgela  | 16     |
| 21    | levé křídlo      | Česko     | Bronislav Stáňa | 22     |

## Zápasy v sezoně 2016/17

### Souhrn působení v soutěžích
| Soutěž            | Fáze startu | Momentální pozice | Konečná pozice | První zápas       | Poslední zápas  |
| ----------------- | ----------- | ----------------- | -------------- | ----------------- | --------------- |
| 2. fotbalová liga | —           | 2. místo          | 2. místo       | 7. srpen 2016     | 28. květen 2017 |
| MOL Cup           | 1. kolo     | 3. kolo           | 3. kolo        | 30. červenec 2016 | 21. září 2016   |

### Letní přípravné zápasy
Zdroj: fcb.cz
| Datum                                               | Soupeř                     | Místo                                  | Výsledek | Střelci Baníku                              | Report |
| --------------------------------------------------- | -------------------------- | -------------------------------------- | -------- | ------------------------------------------- | ------ |
| 25/ 06/ 2016                                        | MFK Skalica (II)           | Markvartovice                          | 3-1      | 51' Ožvolda, 70' Rolinc, 89' Honiš          | fcb.cz |
| Soustředění Poprad, Slovensko (27. 6. - 2. 7. 2016) |                            |                                        |          |                                             |        |
| 29/ 06/ 2016                                        | MFK Ružomberok (I)         | NTC Poprad, Poprad, Slovensko          | 3-0      |                                             | fcb.cz |
| 02/ 07/ 2016                                        | MFK Zemplín Michalovce (I) | NTC Poprad, Poprad, Slovensko          | 3-3      | 55' Mešaninov, 62' (pen) Holzer, 80' Holzer | fcb.cz |
|                                                     |                            |                                        |          |                                             |        |
| 06/ 07/ 2016                                        | AEK Athény (I)             | Kielce, Polsko                         | 1-0      |                                             | fcb.cz |
| 09/ 07/ 2016                                        | FK Senica (I)              | Senica, Slovensko                      | 3-1      | 78' Helešic                                 | fcb.cz |
| Soustředění Kroměříž (9. 7. - 15. 7. 2016)          |                            |                                        |          |                                             |        |
| 12/ 07/ 2016                                        | 1.FC Slovácko (I)          | Kroměříž                               | 0-1      | 33' Mičola                                  | fcb.cz |
| 15/ 07/ 2016                                        | FC Fastav Zlín (I)         | Kroměříž                               | 1-1      | 82' Holzer                                  | fcb.cz |
|                                                     |                            |                                        |          |                                             |        |
| 20/ 07/ 2016                                        | MFK Vítkovice (II)         | Městský stadion v Ostravě-Vítkovicích  | 3-1      | 34' Mondek, 57' Lupták, 80' Malý            | fcb.cz |
| 24/ 07/ 2016                                        | GKS Katowice (II)          | Stadion GKS Katowice, Katovice, Polsko | 3-1      | 58' Helešic                                 | fcb.cz |
|                                                     |                            |                                        |          |                                             |        |
| 02/ 09/ 2016                                        | MFK Karviná (I)            | Bohumín                                | 1-1      | 90' Kania                                   | fcb.cz |

### Zimní přípravné zápasy
Zdroj: fcb.cz
| Datum        | Soupeř                   | Místo                             | Výsledek | Střelci Baníku                                                                              | Report |
| ------------ | ------------------------ | --------------------------------- | -------- | ------------------------------------------------------------------------------------------- | ------ |
| 21/ 01/ 2017 | Górnik Zabrze (II)       | Karviná                           | 3-1      | 14' Azevedo, 39' Celba, 76' (pen) Urgela                                                    | fcb.cz |
| 25/ 01/ 2017 | MFK Karviná (I)          | Karviná                           | 0-5      | 21' Azevedo, 22' Sus, 32' Azevedo, 68' Zápotočný, 86' Nerad                                 | fcb.cz |
| 28/ 01/ 2017 | FK Fotbal Třinec (II)    | Třinec                            | 1-0      |                                                                                             | fcb.cz |
| 01/ 02/ 2017 | FK Poprad (II)           | Orlová                            | 8-0      | 10' Celba, 21' Azevedo, 24' Hlinka, 41' Stáňa, 62' Urgela, 69' Freit, 73' Urgela, 83' Freit | fcb.cz |
| 04/ 02/ 2017 | Piast Gliwice (I)        | Městský stadion, Gliwice, Polsko  | 2-0      |                                                                                             | fcb.cz |
| 08/ 02/ 2017 | FC Odra Petřkovice (III) | Vratimov                          | 0-5      | 31' Helešic, 58' Azevedo, 59' Mičola, 72' Nerad, 84' (pen) Hlinka                           | fcb.cz |
| 11/ 02/ 2017 | FC Spartak Trnava (I)    | Senica, Slovensko                 | 2-2      | 10' Pekár, 35' Mičola                                                                       | fcb.cz |
| 14/ 02/ 2017 | FC Nitra (II)            | Orlová                            | 5-0      | 13' Azevedo, 22' Mičola, 26' Azevedo, 60' Urgela, 89' Nerad                                 | fcb.cz |
| 17/ 02/ 2017 | MFK Skalica (II)         | Orlová                            | 2-1      | 37' (pen) Hlinka, 72' Urgela                                                                | fcb.cz |
| 25/ 02/ 2017 | FC Hlučín (III)          | Městský fotbalový stadion, Hlučín | 3-0      | 9' Hlinka, 87' Urgela, 90' Urgela                                                           | fcb.cz |

### Fortuna národní liga
Hlavní článek: Fortuna národní liga 2016/17

#### Ligová tabulka
| Poř. | Tým                        | Z  | V  | R  | P  | VG | OG | B  |
| ---- | -------------------------- | -- | -- | -- | -- | -- | -- | -- |
| 1.   | SK Sigma Olomouc (S)       | 30 | 21 | 6  | 3  | 59 | 22 | 69 |
| 2.   | FC Baník Ostrava (S)       | 30 | 18 | 10 | 2  | 48 | 20 | 64 |
| 3.   | SFC Opava                  | 30 | 19 | 6  | 5  | 61 | 33 | 63 |
| 4.   | FC Sellier & Bellot Vlašim | 30 | 16 | 6  | 8  | 61 | 34 | 54 |
| 5.   | SK Dynamo České Budějovice | 30 | 12 | 10 | 8  | 39 | 31 | 46 |
| 6.   | 1. SC Znojmo               | 30 | 11 | 8  | 11 | 49 | 47 | 41 |
| 7.   | FK Pardubice               | 30 | 10 | 9  | 11 | 31 | 33 | 39 |
| 8.   | FK Ústí nad Labem          | 30 | 10 | 7  | 13 | 34 | 41 | 37 |
| 9.   | FK Viktoria Žižkov (N)     | 30 | 10 | 9  | 11 | 49 | 41 | 36 |
| 10.  | FC MAS Táborsko            | 30 | 9  | 9  | 12 | 38 | 48 | 36 |
| 11.  | FK Varnsdorf               | 30 | 10 | 5  | 15 | 44 | 46 | 35 |
| 12.  | FK Fotbal Třinec           | 30 | 9  | 7  | 14 | 40 | 52 | 34 |
| 13.  | FK Baník Sokolov           | 30 | 7  | 11 | 12 | 28 | 44 | 32 |
| 14.  | MFK Vítkovice (N)          | 30 | 9  | 4  | 17 | 35 | 47 | 31 |
| 15.  | MFK Frýdek-Místek          | 30 | 7  | 8  | 15 | 40 | 57 | 29 |
| 16.  | 1. SK Prostějov (N)        | 30 | 3  | 3  | 24 | 20 | 80 | 12 |

Vysvětlivky: (N) = Nováček v soutěži; (S) = Sestoupivší z první ligy; Z = Zápasy; V = Výhry; R = Remízy; P = Prohry; VG = Vstřelené góly; OG = Obdržené góly; B = Body.

#### Tabulka výsledků FC Baník Ostrava
| Celkem | Celkem | Celkem | Celkem | Celkem | Celkem | Celkem | Celkem | Doma | Doma | Doma | Doma | Doma | Doma | Doma | Doma | Venku | Venku | Venku | Venku | Venku | Venku | Venku | Venku |
| Z      | V      | R      | P      | VG     | OG     | GR     | Body   | Z    | V    | R    | P    | VG   | OG   | GR   | Body | Z     | V     | R     | P     | VG    | OG    | GR    | Body  |
| ------ | ------ | ------ | ------ | ------ | ------ | ------ | ------ | ---- | ---- | ---- | ---- | ---- | ---- | ---- | ---- | ----- | ----- | ----- | ----- | ----- | ----- | ----- | ----- |
| 30     | 18     | 10     | 2      | 48     | 20     | +28    | 64     | 15   | 14   | 1    | 0    | 30   | 5    | +25  | 43   | 15    | 4     | 9     | 2     | 18    | 15    | +3    | 21    |

#### Kolo po kole
| Kolo     | 1  | 2 | 3 | 4 | 5 | 6 | 7 | 8 | 9 | 10 | 11 | 12 | 13 | 14 | 15 | 16 | 17 | 18 | 19 | 20 | 21 | 22 | 23 | 24 | 25 | 26 | 27 | 28 | 29 | 30 |
| -------- | -- | - | - | - | - | - | - | - | - | -- | -- | -- | -- | -- | -- | -- | -- | -- | -- | -- | -- | -- | -- | -- | -- | -- | -- | -- | -- | -- |
| Hřiště   | V  | D | V | D | V | D | V | V | D | V  | D  | V  | D  | V  | D  | V  | D  | V  | D  | V  | D  | D  | V  | D  | V  | D  | V  | D  | V  | D  |
| Výsledek | R  | V | V | V | V | R | V | R | V | R  | V  | R  | V  | R  | V  | P  | V  | P  | V  | V  | V  | R  | R  | V  | V  | V  | R  | V  | R  | V  |
| Pozice   | 12 | 4 | 2 | 1 | 1 | 1 | 1 | 1 | 1 | 2  | 2  | 2  | 2  | 2  | 2  | 2  | 2  | 2  | 2  | 2  | 2  | 2  | 2  | 2  | 2  | 2  | 2  | 2  | 2  | 2  |

Vysvětlivky: Hřiště: D = Domácí; V = Venkovní. Výsledek: V = Výhra; P = Prohra; R = Remíza.

#### Podzimní část
| 1. kolo 7. srpen 2016 | 1. SC Znojmo      | 1 – 1 | FC Baník Ostrava | Městský stadion v Horním parku, Znojmo |  |
| 16:00 SELČ | Stijepo Njire 31' |       | 14' Lukáš Lupták | Diváci: 2.450 Rozhodčí: Ardeleanu      |  |
| Poznámky: Sestava: Vašek – Celba, Zápotočný, Pokorný, Hučko – Malý (46. Ožvolda), Hlinka – Lupták (80. O. Šašinka), Mičola, Stáňa (53. Mondek) – Urgela Report: fcb.cz |                   |       |                  |                                        |  |

| 2. kolo 12. srpen 2016 | FC Baník Ostrava                    | 2 – 1 | FK Fotbal Třinec  | Městský stadion v Ostravě-Vítkovicích, Ostrava |  |
| 18:00 SELČ | Tomáš Mičola 79' Ľubomír Urgela 88' |       | 5' Martin Motyčka | Diváci: 4.757 Rozhodčí: Příhoda                |  |
| Poznámky: Sestava: Vašek – Sus, Pokorný, Zápotočný, Hučko – Malý (57. Nerad), Hlinka – Lupták (84. Mondek), Mičola, Stáňa (57. Helešic) – Urgela Report: fcb.cz |                                     |       |                   |                                                |  |

| 3. kolo 19. srpen 2016 | FK Ústí nad Labem | 0 – 3 | FC Baník Ostrava                                           | Městský stadion, Ústí nad Labem |  |
| 17:00 SELČ |                   |       | 24' Bronislav Stáňa 45' Bronislav Stáňa 54' Ľubomír Urgela | Diváci: 2.566 Rozhodčí: Franěk  |  |
| Poznámky: Sestava: Vašek – Sus, Zápotočný, Pokorný, Hučko – Ožvolda (22. Nerad), Hlinka – Lupták, Mičola (46. Malý), Stáňa – Urgela (71. O. Šašinka) Report: fcb.cz |                   |       |                                                            |                                 |  |

| 4. kolo 27. srpen 2016 | FC Baník Ostrava                                              | v. | [[]]                                             | Městský stadion v Ostravě-Vítkovicích, Ostrava |  |
| 17:00 SELČ | Dyjan Carlos de Azevedo 48' Robert Hrubý 52' Tomáš Mičola 70' |    | 21' Jan Rezek 30' David Vaněček 90' Martin Fillo | Diváci: 6.012 Rozhodčí: Ardeleanu              |  |
| Poznámky: Sestava: Vašek (40. Šustr) – Pazdera, Šindelář, Azackij, Sus – Mičola (78. Stáňa), Hlinka, Hrubý, De Azevedo – Baroš (85. Panić), Poznar |                                                               |    |                                                  |                                                |  |

| 6. kolo 10. září 2016 | [[]]                                                      | v. | FC Baník Ostrava | Doosan Arena, Plzeň             |  |
| 16:30 SELČ | David Limberský 64' Michael Krmenčík 78' Daniel Kolář 85' |    |                  | Diváci: 10.407 Rozhodčí: Hrubeš |  |
| Poznámky: Sestava: Vašek – Pazdera, Azackij, Šindelář, Sus – Hlinka, Panić – Mičola (70. Stáňa), Hrubý, De Azevedo (70. Granečný) – Baroš (54. J. Šašinka) |                                                           |    |                  |                                 |  |

| 5. kolo 14. září 2016 | FC Baník Ostrava                   | v. | [[]]                               | Městský stadion v Ostravě-Vítkovicích, Ostrava |  |
| 19:00 SELČ | Robert Hrubý 78' Jakub Šašinka 82' |    | 4' Stanislav Tecl 63' Marek Kysela | Diváci: 6.215 Rozhodčí: Berka                  |  |
| Poznámky: Sestava: Vašek – Pazdera, Pokorný, Šindelář, Granečný – Panić (38. Hlinka) – Mičola (54. J. Šašinka), Hrubý, de Azevedo, Sus (69. Stáňa) – Poznar |                                    |    |                                    |                                                |  |

| 7. kolo 17. září 2016 | FC Baník Ostrava               | v. | [[]] | Juliska, Praha                 |  |
| 17:00 SELČ | Jan Holenda 3' Jan Holenda 71' |    |      | Diváci: 3.359 Rozhodčí: Franěk |  |
| Poznámky: Sestava: Vašek – Pazdera, Pokorný, Šindelář, Granečný – De Azevedo (86. Hykel), Hlinka (80. O. Šašinka), Hrubý, Stáňa (64. Sus) – Poznar, J. Šašinka |                                |    |      |                                |  |

| 8. kolo 24. září 2016 | [[]]                                      | v. | FC Baník Ostrava                  | Stadion v Jiráskově ulici, Jihlava |  |
| 10:15 SELČ | Dāvis Ikaunieks 36' Jakub Fulnek 90' (+3) |    | 21' (pen) Dyjan Carlos de Azevedo | Diváci: 3.448 Rozhodčí: Zelinka    |  |
| Poznámky: Sestava: Vašek – Pokorný, Šindelář, Azackij – Pazdera, Hrubý, Hlinka, Breda – Mičola (62. Granečný), J. Šašinka (70. Baroš), De Azevedo (83. Sus) |                                           |    |                                   |                                    |  |

| 9. kolo 1. říjen 2016 | FC Baník Ostrava                                  | v. | [[]]                                 | Městský stadion v Ostravě-Vítkovicích, Ostrava |  |
| 15:00 SELČ | Dyjan Carlos de Azevedo 38' Milan Baroš 57' (pen) |    | 3' Adnan Džafić 21' Mirzad Mehanovič | Diváci: 6.373 Rozhodčí: Marek                  |  |
| Poznámky: Sestava: Vašek – Breda (32. Granečný), Pokorný, Šindelář, Sus – De Azevedo, Hlinka, Hrubý, Stáňa (83. O. Šašinka) – J. Šašinka (74. Poznar), Baroš |                                                   |    |                                      |                                                |  |

| 10. kolo 8. říjen 2016 | [[]]                                   | v. | FC Baník Ostrava | Ďolíček, Praha                    |  |
| 16:00 SELČ | Jevgenij Kabajev 33' Rudolf Reiter 58' |    | 20' Milan Baroš  | Diváci: 3.872 Rozhodčí: Ardeleanu |  |
| Poznámky: Sestava: Vašek – Sus, Pokorný, Šindelář, Granečný – de Azevedo (81. O. Šašinka), Hlinka, Hrubý, Stáňa (46. Pazdera) – Baroš, J. Šašinka (60. Poznar) |                                        |    |                  |                                   |  |

| 11. kolo 15. říjen 2016 | FC Baník Ostrava | v. | [[]]             | Městský stadion v Ostravě-Vítkovicích, Ostrava |  |
| 17:00 SELČ | Robert Hrubý 54' |    | 74' Pavel Moulis | Diváci: 5.617 Rozhodčí: Zelinka                |  |
| Poznámky: Sestava: Vašek – Pazdera, Pokorný, Šindelář, Granečný – Sus, Hlinka, Hrubý, de Azevedo (79. Mičola) – O. Šašinka (79. Poznar) – Baroš |                  |    |                  |                                                |  |

| 12. kolo 21. říjen 2016 | [[]]                                                       | v. | FC Baník Ostrava                                              | Generali Arena, Praha            |  |
| 15:30 SELČ | Josef Šural 8' (pen) Ondřej Zahustel 52' Lukáš Štetina 80' |    | 35' Milan Baroš 55' Dyjan Carlos de Azevedo 66'Denis Granečný | Diváci: 9.125 Rozhodčí: Královec |  |
| Poznámky: Sestava: Vašek – Pazdera, Pokorný, Azackij, Morgan (85. O. Šašinka) – Sus (79. Stáňa), Šindelář, Hrubý, Granečný – de Azevedo – Baroš (76. Poznar) |                                                            |    |                                                               |                                  |  |

| 13. kolo 26. říjen 2016 | FC Baník Ostrava | v. | [[]]                                 | Městský stadion v Ostravě-Vítkovicích, Ostrava |  |
| 17:40 SEČ |                  |    | 14' Ruslan Mingazov 75'Kamran Agajev | Diváci: 5.505 Rozhodčí: Berka                  |  |
| Poznámky: Sestava: Šustr – Pazdera, Pokorný, Azackij, Morgan – Šindelář (63. Mičola) – Sus (74. Poznar), Hrubý, de Azevedo, Stáňa (46. O. Šašinka) – Baroš |                  |    |                                      |                                                |  |

| 14. kolo 5. listopad 2016 | [[]]                            | v. | FC Baník Ostrava | Stadion U Nisy, Liberec         |  |
| 10:15 SEČ | Radim Breite 3' Radek Voltr 71' |    | 13' Tomáš Mičola | Diváci: 4.875 Rozhodčí: Julínek |  |
| Poznámky: Sestava: Šustr – Pazdera, Pokorný, Azackij, Morgan – Šindelář – Mičola (82. Macej), Hrubý (78. Poznar), de Azevedo (60. O. Šašinka), Granečný – Baroš |                                 |    |                  |                                 |  |

| 16. kolo 19. listopad 2016 | [[]]                             | v. | FC Baník Ostrava | Městský stadion v Ostravě-Vítkovicích, Ostrava |  |
| 10:15 SEČ | Tomáš Poznar 63' Milan Baroš 85' |    | 60' Tomáš Wágner | Diváci: 6.009 Rozhodčí: Ardeleanu              |  |
| Poznámky: Sestava: Šustr – Breda, Šindelář, Azackij, Morgan (81. Sus) – Hlinka – Mičola, Hrubý, Poznar (89. Macej), Granečný (75. O. Šašinka) – Baroš |                                  |    |                  |                                                |  |

| 15. kolo 23. listopad 2016 | FC Baník Ostrava                    | v. | [[]]                     | Eden Aréna, Praha              |  |
| 17:30 SEČ | Milan Škoda 24' Michal Frydrych 28' |    | 8' (vl.) Michal Frydrych | Diváci: 11.087 Rozhodčí: Jílek |  |
| Poznámky: Sestava: Šustr (41. Chmiel) – Breda, Pokorný, Azackij (58. Baroš), Morgan (70. de Azevedo) – Šindelář, Hlinka – Mičola, Hrubý, Granečný – Poznar |                                     |    |                          |                                |  |

#### Jarní část
| 17. kolo 4. březen 2017 | FC Baník Ostrava | v. | [[]]                                   | Městský stadion v Ostravě-Vítkovicích, Ostrava |  |
| 15:00 SEČ | Tomáš Poznar 74' |    | 33' Stanislav Hoffmann 51' Tomáš Zajíc | Diváci: 6.074 Rozhodčí: Hrubeš                 |  |
| Poznámky: Sestava: Laštůvka – Pazdera, Psyché, Procházka, Fleišman – Hrubý, Jirásek – Fillo, Diop (46. Mičola), de Azevedo (59. Granečný) – Poznar |                  |    |                                        |                                                |  |

| 18. kolo 11. březen 2017 | [[]] | v. | FC Baník Ostrava | AGC Aréna, Teplice            |  |
| 14:30 SEČ |      |    |                  | Diváci: 2.072 Rozhodčí: Berka |  |
| Poznámky: Sestava: Laštůvka – Pazdera, Psyché, Procházka, Fleišman – Hlinka – Fillo (90. Jirásek), Hrubý, Diop (72. de Azevedo), Granečný (67. Stáňa) – Poznar |      |    |                  |                               |  |

| 19. kolo 18. březen 2017 | [[]]                                    | v. | FC Baník Ostrava | Stadion Střelnice, Jablonec nad Nisou |  |
| 14:00 SEČ | Martin Doležal 52' Vladimir Jovović 78' |    |                  | Diváci: 3.420 Rozhodčí: Julínek       |  |
| Poznámky: Sestava: Laštůvka – Pazdera (75. Diop), Psyché, Procházka, Fleišman – Jirásek, Hlinka – Fillo, Hrubý (58. Baroš), Granečný (46. de Azevedo) – Poznar |                                         |    |                  |                                       |  |

| 20. kolo 2. duben 2017 | FC Baník Ostrava     | v. | [[]]                                  | Městský stadion v Ostravě-Vítkovicích, Ostrava |  |
| 13:30 SELČ | Milan Baroš 90' (+1) |    | 39' Patrik Brandner 67' Ondřej Kušnír | Diváci: 3.916 Rozhodčí: Nenadál                |  |
| Poznámky: Sestava: Laštůvka – Pazdera, Psyché, Procházka, Granečný – Jirásek (46. Diop), Hlinka – Fillo, Hrubý (72. Poznar), de Azevedo – Baroš |                      |    |                                       |                                                |  |

| 21. kolo 8. duben 2017 | [[]]                                                  | v. | FC Baník Ostrava  | Městský stadion v Ostravě-Vítkovicích, Ostrava |  |
| 16:30 SELČ | Milan Baroš 31' Robert Hrubý 72' Václav Procházka 80' |    | 50' Marin Popović | Diváci: 4.446 Rozhodčí: Příhoda                |  |
| Poznámky: Sestava: Laštůvka – Pazdera, Procházka, Šindelář, Fleišman – Fillo, Hlinka, Hrubý, Jirásek (61. Granečný) – Poznar (76. Diop), Baroš (87. Stáňa) |                                                       |    |                   |                                                |  |

| 22. kolo 16. duben 2017 | FC Baník Ostrava | v. | [[]] | Městský stadion v Ostravě-Vítkovicích, Ostrava |  |
| 13:45 SELČ |                  |    |      | Diváci: 8.005 Rozhodčí: Pechanec               |  |
| Poznámky: Sestava: Laštůvka – Pazdera, Procházka, Šindelář, Fleišman – Hlinka – Fillo, Diop (90. Stáňa), Jirásek (90. Psyché), Granečný – Baroš (72. de Azevedo) |                  |    |      |                                                |  |

| 23. kolo 20. duben 2017 | [[]] | v. | FC Baník Ostrava                         | Stadion Letná, Zlín               |  |
| 17:00 SELČ |      |    | 6' Milan Jirásek 90' (+1) Denis Granečný | Diváci: 5.898 Rozhodčí: Ardeleanu |  |
| Poznámky: Sestava: Laštůvka – Pazdera, Procházka, Šindelář, Fleišman – Jirásek (46. Granečný), Hlinka, Hrubý, de Azevedo – Poznar (71. Diop), Baroš (90. Psyché) |      |    |                                          |                                   |  |

| 24. kolo 23. duben 2017 | FC Baník Ostrava                    | v. | [[]] | Městský stadion v Ostravě-Vítkovicích, Ostrava |  |
| 17:00 SELČ | Jiří Fleišman 52' Lukáš Pazdera 58' |    |      | Diváci: 8.664 Rozhodčí: Královec               |  |
| Poznámky: Sestava: Laštůvka – Pazdera, Procházka, Šindelář, Fleišman (65. Granečný) – Fillo, Hlinka, Hrubý, de Azevedo – Poznar (87. Jirásek) - Baroš (80. Diop) |                                     |    |      |                                                |  |

| 25. kolo 29. duben 2017 | [[]]                              | v. | FC Baník Ostrava       | Andrův stadion, Olomouc         |  |
| 10:15 SELČ | Jakub Plšek 71' Lukáš Kalvach 80' |    | 90+4' Václav Procházka | Diváci: 9.518 Rozhodčí: Zelinka |  |
| Poznámky: Sestava: Laštůvka – Pazdera, Procházka, Šindelář, Fleišman – Fillo (80. Jirásek), Hlinka, Hrubý, Granečný (72. Stáňa) – Poznar – Baroš (76. Diop) |                                   |    |                        |                                 |  |

| 26. kolo 6. květen 2017 | FC Baník Ostrava                                     | v. | [[]]                                     | Městský stadion v Ostravě-Vítkovicích, Ostrava |  |
| 17:00 SELČ | Martin Šindelář 22' Marek Hlinka 51' Milan Baroš 86' |    | 28' (pen) Guélor Kanga 61' Václav Kadlec | Diváci: 15.020 Rozhodčí: Marek                 |  |
| Poznámky: Sestava: Laštůvka – Breda, Šindelář, Azackij, Fleišman (67. Granečný) – Fillo, Hlinka, Hrubý, de Azevedo – Poznar (71. Diop) – Baroš (90. Psyché) |                                                      |    |                                          |                                                |  |

| 27. kolo 10. květen 2017 | [[]] | v. | FC Baník Ostrava | Městský stadion, Mladá Boleslav |  |
| 17:00 SELČ               |      |    |                  | Rozhodčí:                       |  |
| Poznámky: Sestava:       |      |    |                  |                                 |  |

| 28. kolo 13. květen 2017 | FC Baník Ostrava | v. | [[]] | Městský stadion v Ostravě-Vítkovicích, Ostrava |  |
| 17:00 SELČ               |                  |    |      | Rozhodčí:                                      |  |
| Poznámky: Sestava:       |                  |    |      |                                                |  |

| 29. kolo 21. květen 2017 | [[]] | v. | FC Baník Ostrava | Městský stadion, Karviná |  |
| 16:00 SELČ               |      |    |                  | Rozhodčí:                |  |
| Poznámky: Sestava:       |      |    |                  |                          |  |

| 30. kolo 28. květen 2017 | FC Baník Ostrava | v. | [[]] | Městský stadion v Ostravě-Vítkovicích, Ostrava |  |
| 15:00 SELČ               |                  |    |      | Rozhodčí:                                      |  |
| Poznámky: Sestava:       |                  |    |      |                                                |  |

### MOL Cup
Hlavní článek: MOL Cup 2016/17
| 1. kolo 30. července 2016 | FC Dolní Benešov | 0 – 3 | FC Baník Ostrava                                    | Stadion v Dolním Benešově, Dolní Benešov |  |
| 17:00 SELČ |                  |       | 9' Ľubomír Urgela 22' Tomáš Mičola 88' Tomáš Mičola | Diváci: 1.542 Rozhodčí: Marek            |  |
| Poznámky: Sestava: Vašek – Celba, Pokorný, Lischka, Sus – Malý (56. Nerad), Chvěja – Mondek (59. Lupták), Mičola, Helešic – Urgela (75. O. Šašinka) Reportáž: fcb.cz |                  |       |                                                     |                                          |  |

| 2. kolo 23. srpna 2016 | MSK Břeclav | 0 – 6 | FC Baník Ostrava                                                                                           | Stadion MSK Břeclav, Břeclav |  |
| 16:30 SELČ |             |       | 8' David Lischka 21' Lukáš Lupták 57' Marek Hlinka 73' Matěj Helešic 85' Ondřej Šašinka 86' Ondřej Šašinka | Diváci: 717 Rozhodčí: Mrázek |  |
| Poznámky: Sestava: Chmiel – Sus (69. Matěj), Zápotočný, Lischka, Hučko – Hlinka, Malý (37. Chvěja) – Lupták (46. Mondek), Nerad, Helešic – O. Šašinka Reportáž: fcb.cz |             |       | |                              |  |

| 3. kolo 21. září 2016 | FK Litoměřicko                      | 2 – 1 | FC Baník Ostrava | Fotbalový stadion města Litoměřice, Litoměřice |  |
| 16:00 SELČ | Jiří Kabele 54' Jakub Šimkovský 72' |       | 70' Martin Sus   | Diváci: 1.893 Rozhodčí: Váňa                   |  |
| Poznámky: Sestava: Chmiel – Celba, Pokorný, Lischka, Hučko – Matěj (46. Chvěja), Ožvolda – Lupták (46. Mondek), De Azevedo (68. J. Šašinka), Sus – O. Šašinka Reportáž: fcb.cz |                                     |       |                  |                                                |  |